# Красный Яр (Алейский район)
Красный Яр — село в Алейском районе Алтайского края России. Административный центр и единственный населённый пункт Чапаевского сельсовета.

## География
Село находится в центральной части Алтайского края, на левом берегу реки Алей, на расстоянии примерно 10 километров (по прямой) к юго-западу от города Алейск, административного центра района. Абсолютная высота — 171 метр над уровнем моря.
Климат резко континентальный. Средняя температура января −17,6ºС, июля — + 20ºС. Годовое количество осадков — 440 мм..

## История
Село Красноярское было основано в 1918 году. В 1928 году в Красноярском имелось 283 хозяйства, функционировала школа, проживало 1702 человека. В административном отношении село являлось центром Красноярского сельсовета Алейского района Барнаульского округа Сибирского края.

## Население
| 1926 | 1997 | 1998 | 1999 | 2000 | 2001 | 2002 | 2003 | 2004 |
| ---- | ---- | ---- | ---- | ---- | ---- | ---- | ---- | ---- |
| 1702 | ↘748 | ↘735 | ↘730 | ↘715 | ↗724 | ↘696 | ↘674 | ↗675 |
| 2005 | 2006 | 2007 | 2008 | 2009 | 2010 | 2011 | 2012 | 2013 |
| ↘668 | ↗705 | ↘702 | ↘691 | ↘690 | ↘575 | ↘569 | ↘540 | ↘531 |
| 2014 | 2015 | 2016 | 2017 | 2018 | 2019 | 2020 | 2021 |      |
| ↗543 | ↘529 | ↘510 | ↘494 | ↗498 | ↘493 | ↘488 | ↘471 |      |

Согласно результатам переписи 2002 года, в национальной структуре населения русские составляли 95 %.

## Инфраструктура
В селе функционируют средняя общеобразовательная школа, дом культуры, библиотека, отделение Почты России, фельдшерско-акушерский пункт и магазин.

## Улицы
Уличная сеть села состоит из 9 улиц и 2 переулков.